# Chiharu Shiota
Pour les articles homonymes, voir Chiharu.
Chiharu Shiota (塩田 千春, Shiota Chiharu) née le 20 mai 1972 à Kishiwada, est une artiste plasticienne japonaise de la performance et de l'installation. Elle vit et travaille à Berlin depuis 1996. Formée au Japon, en Australie et en Allemagne, Chiharu Shiota est célèbre surtout pour ses installations monumentales faites de réseaux complexes de fils de laine ou de coton. Elle explore les notions de matérialité, de perception psychique de l'espace, de mouvement et de rêve. Chiharu Shiota expose dans le monde entier. Elle fait ses débuts au Japon à la Triennale de Yokohama en 2001 avec Memory of Skin et représente le Japon à la 56e Biennale de Venise en 2015.

## Biographie
Chiharu Shiota est née à Kishiwada le 20 mai 1972. Ses parents dirigent une petite entreprise de fabrication de caisses à poisson. Elle étudie à l’université Seika de Kyoto de 1992 à 1996. Elle y est l'élève du sculpteur Saburo Muraoka. Après un semestre d'échange à Canberra en 1993 à l'université nationale australienne, elle va étudier en 1996 à l'école des beaux-arts de Hambourg en Allemagne. De 1997 à 1999, elle étudie à la Haute École d'arts plastiques de Brunswick, puis en 1999 à l'Université des arts de Berlin. A Brunswick, elle est l'élève de Rebecca Horn et, à Berlin, celle de Marina Abramović,. Chiharu Shiota vit et travaille à Berlin depuis 1997,.

## Œuvre
Le travail de Chiharu Shiota se caractérise par un mélange de performances artistiques (art performance) et d’installations spectaculaires pour lesquelles elle utilise en les accumulant de vieux objets comme des lits, des châssis de fenêtre, des chaussures ou encore des valises. Elle explore ainsi les relations entre passé et présent. À cela s’ajoute parfois une dimension onirique par le tissage de véritables toiles d’araignées complexes et impénétrables, généralement en cordelette noire, parfois aussi rouge. La simplicité des matériaux rend d’autant plus fort l’impact des œuvres. Ses principales influences sont Christian Boltanski, Annette Messager et William Kentridge. Une grande part est laissée à l'improvisation.
Pour sa première installation d'envergure, Chiharu Shiota présente Memory of Skin à la Triennale de Yokohama en 2001. Des tuniques de toile grossière, surdimensionnées, pendues à des pommeaux de douche d’où suinte de l’eau, parfois colorée. Le spectateur est irrémédiablement entraîné dans des réflexions sur les marques du temps qui passe, mais ce dispositif est aussi un poignant rappel des victimes gazées dans les centres d’extermination nazis[réf. nécessaire].
Pour le Festival international d'art de Setouchi, elle crée en 2010, Farther Memory, une structure en forme de tunnel, composée de 600 chassis de fenêtres. Le tunnel qui s'ouvre d'un côté sur l'océan, de l'autre, sur la rizière cultivée, symbolise le passé et le futur de l'île de Teshima.
En 2015, elle représente le Japon à la 56e Biennale de Venise, avec le projet Keys in the Hand.
En 2019, son exposition, The Soul Trembles, au musée d’Art Mori de Tokyo, constitue une rétrospective de ses œuvres depuis ses débuts dans les années 1990.
En 2024, à l'invitation de la Biennale d'Aix-en-Provence, elle présente trois installations, sous le titre commun Beyond consciousness. Elle dit y aborder « les mémoires universelles, la connectivité de tout et de tous, l’influence culturelle ou les processus dans notre corps ». Ces installations de fils rouges incorporent des lettres de reconnaissance, des meubles ou le visiteur lui-même pour une expérience personnelle ,.
Les œuvres de Chiharu Shiota sont éphémères, mais elle vise à laisser une impression durable. Elle réalise des installations immersives dans lesquelles un espace entier est traversé de fils de couleur généralement noire ou rouge, couleurs qui selon l'artiste peuvent être associées au ciel nocturne ou au cosmos pour la première, au sang ou au fil rouge du destin selon certaines traditions asiatiques pour la seconde.
Chiharu Shiota est représentée par la Galerie Templon.

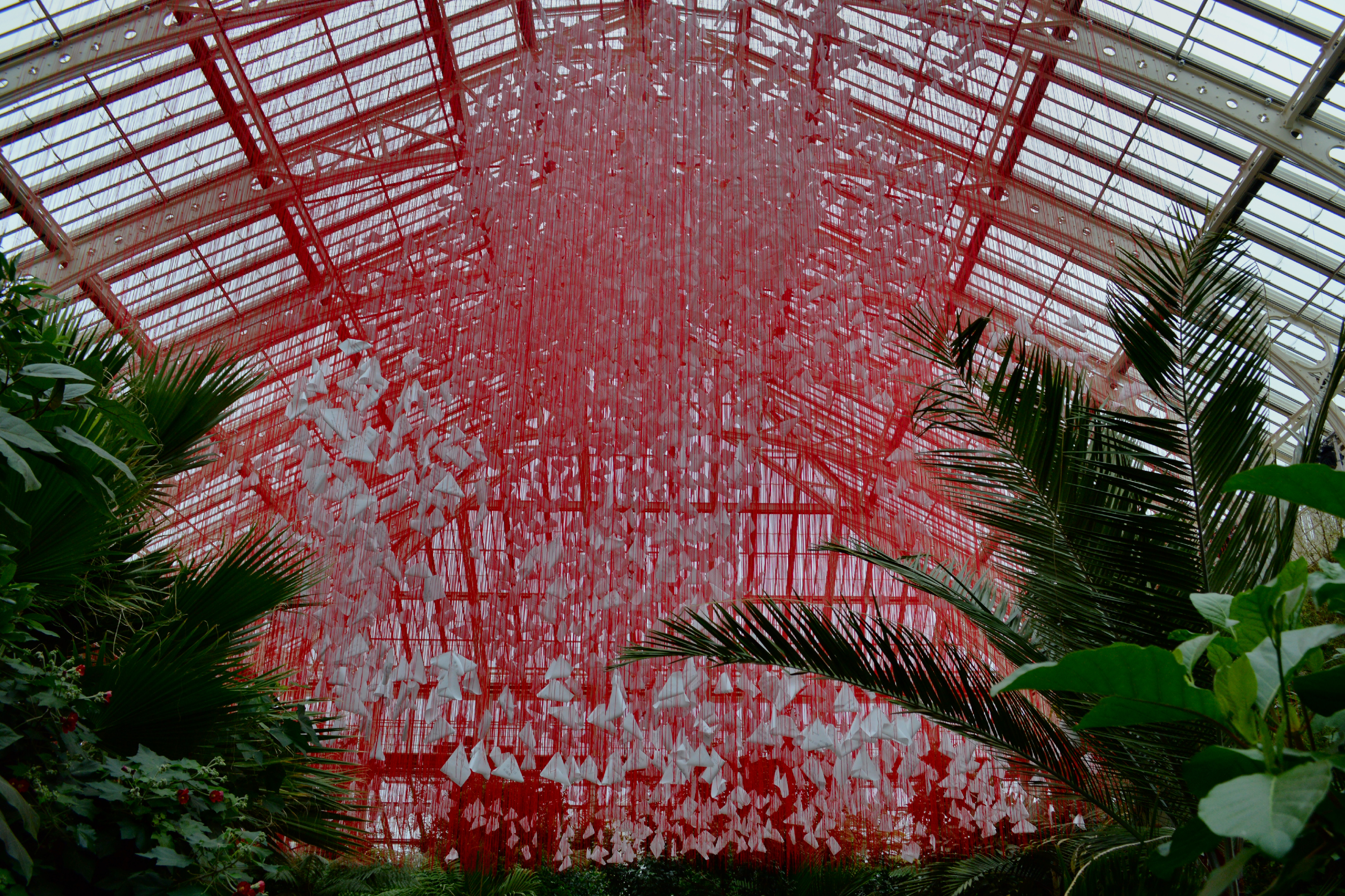
Kew Gardens. One Thousand Springs (2021).
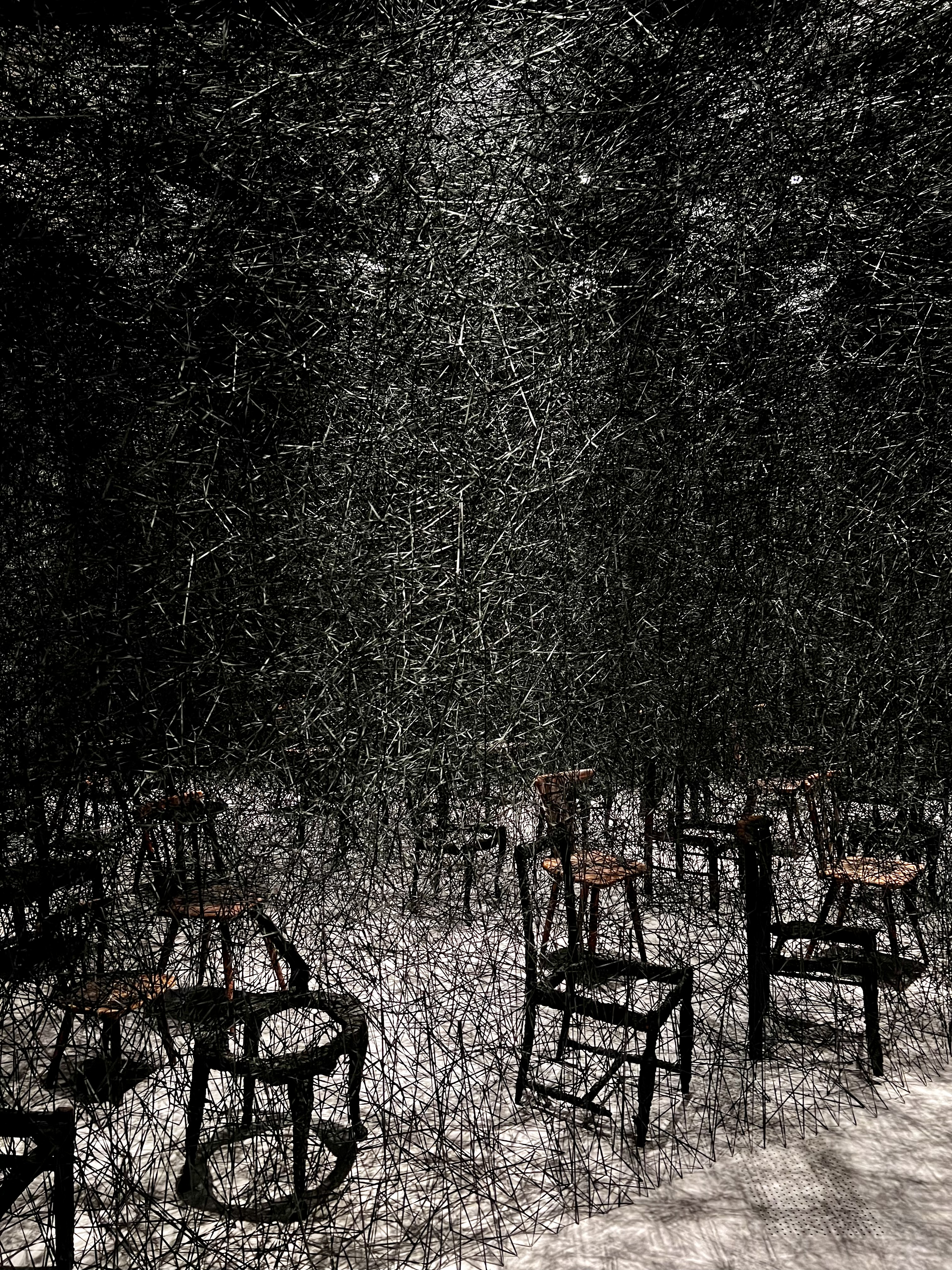
Installation à la Queensland Gallery of Modern Art, 2022.
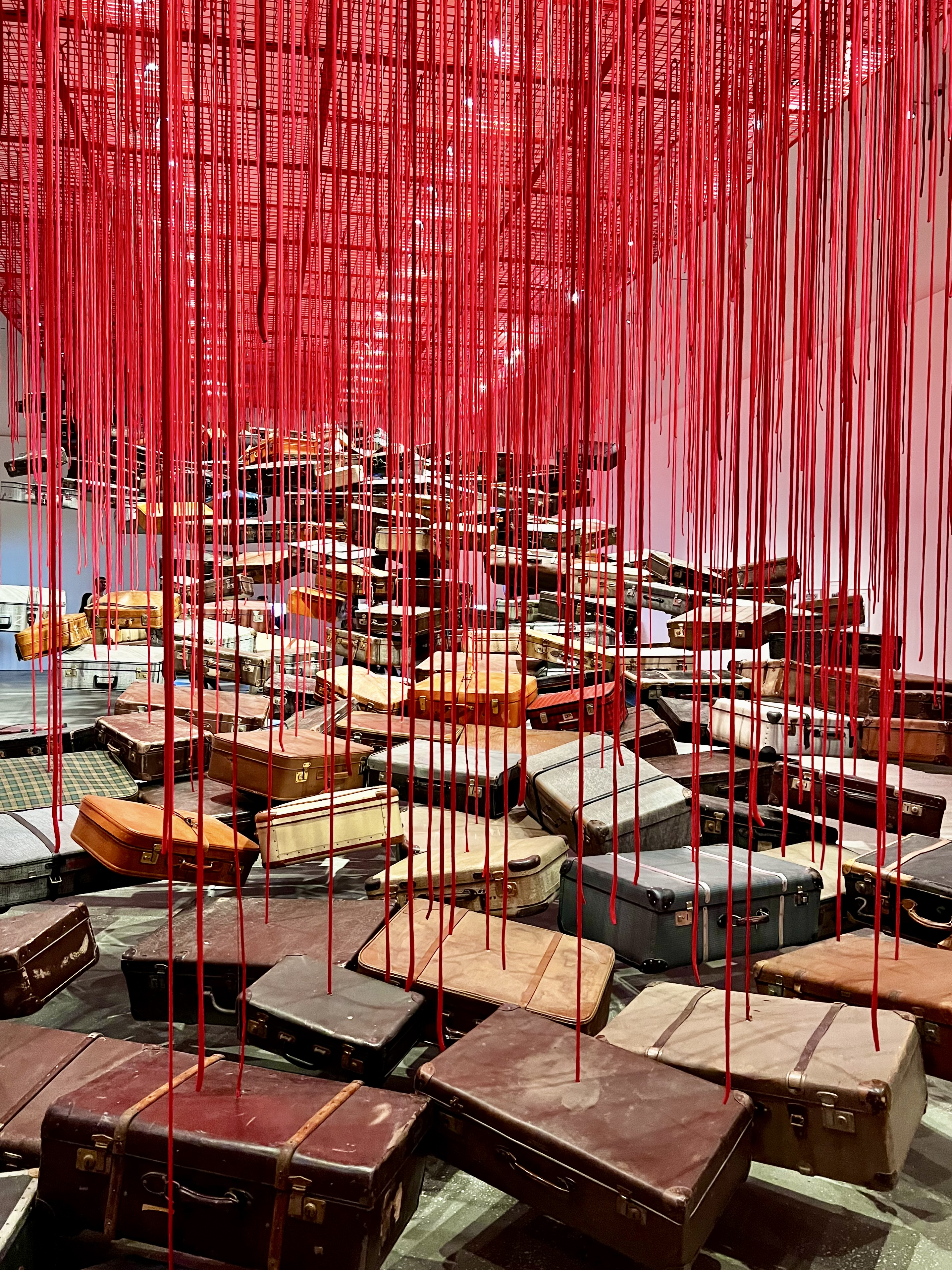
Installation à la QGOMA, 2022.

« Dans mon travail, j’essaie de trouver un sens à la vie, à la connexion et à la mort. Je m’inspire de mes émotions et de mes expériences, mais il ne s’agit pas seulement de moi. Nous pensons tous que nous traversons la vie seuls et que nous sommes les seuls à avoir certaines pensées et sentiments dans notre cœur, mais nous sommes connectés de plusieurs manières. Nos souvenirs sont une partie cruciale de notre identité. C’est l’importance de la mémoire qui nous dit qui nous sommes, ce que nous avons fait de notre vie et avec qui nous étions connectés. Alors que notre cerveau détient une collection personnelle et intime de souvenirs, cette collection est inconnue des autres jusqu’à ce que vous partagiez avec eux votre expérience et vos sentiments ». »Beyond consciousness, 2024

## Expositions personnelles (sélection)
- Home of memory, Maison Rouge, Paris, du 12 février au 15 mai 2011[16],[17]
- Labyrinth of Memory, La Sucrière, Lyon, 2012[8]
- Earth and blood, Galerie NF/Nieves Fernandez, Madrid, du 18 février au 20 avril 2014[18]
- Small room, Galerie Templon, Paris, du 7 Juin au 26 juillet 2014[19]
- La clef dans la main, Pavillon Japonais de la Biennale de Venise, du 9 mai au 22 novembre 2015[20],[21]
- Follow the line, Institut Culturel du Japon, Rome, du 30 octobre 2015 au 23 janvier 2016[22]
- Follow the line, Galerie Mimmo Scognamiglio, Milan, du 21 avril au 31 juillet 2016[23],[24]
- Where are we going?, Le Bon Marché, Paris, du 14 janvier au 18 février 2017[25],[26]
- Destination, Galerie Templon, Paris, du 20 mai au 22 juillet 2017[27]
- Accumulation of Power, Église Saint-Joseph, Le Havre, du 27 mai au 8 octobre 2017[28],[29]
- Black Skin, Galerie Templon, Bruxelles, du 24 avril au 1er juin 2019[30]
- The Soul Trembles, Musée d'Art Mori, 2019[12]
- Inner universe, Galerie Templon, Paris, du 30 mai au 25 juillet 2020[31]
- Memory under the skin, Galerie Templon, Paris, du 24 mai au 23 juillet 2023[32],[33]
- Beyond Consciousness, Musée des Tapisseries, Musée du Pavillon de Vendôme et Chapelle de la Visitation, Aix-en-Provence, du 18 mai au 6 octobre 2024[34]
- The Unsettled Soul, Kunsthalle Prague (en), 2024[35]
- The Soul Trembles, Grand Palais, Paris, du 11 décembre 2024 au 19 mars 2025[36],[37]

## Prix – Nominations
- 2020 : Prix Mainichi des arts[38]
- 2019 : 
  - Prix Kyoto Akebono, Japon[39]
  - Grand Prix artistique de sculpture, Fondation Simone et Cino Del Duca, Paris[39]
- 2018 : Bacon Prize, the A.R.T foundation, Japon[39]
- 2009 : Prix de la culture Montblanc[39], Docks Art Fair, Galerie Christophe Gaillard
- 2008 :
  - The Minister of Education, Culture, Sports, Science and Technology's Art
  - Encouragement Prize for New Artists, Japon[34]
  - Sakuya Kono Hana Prize, Osaka City, Japon[40]
- 2005 : Agency for Cultural Affairs (Bunka-cho), Japon[41]
- 2004 : Arbeitsstipendium Bildende Kunst der Senatsverwaltung für Wissenschaft, Forschung, Kultur, Berlin[41]
- 2003 : Pola Art Foundation[41]
- 2002 : 
  - Philip Morris K.K Art Award 2002[41]
  - Akademie Schloss Solitude, scholarship[41]

## Collections
- Fondation Villa Datris[42]
- Sammlung Hoffmann, Berlin, Allemagne
- Museum für Neue Kunst Freiburg, Allemagne
- The National Museum of Art, Tokyo, Japon
- 21st Century Museum of Contemporary Art, Kanazawa, Japon
- The National Museum of Art, Osaka, Japon
- Museum of Contemporary Art, Kiasma, Helsinki, Finlande